# Kurt Freisitzer
Kurt Freisitzer (* 1928 in Mörtschach; † 2010) war ein österreichischer Soziologe. Seit 1968 war er Professor für
Allgemeine Soziologie und Sozialforschung an der Universität Graz, seine Arbeitsschwerpunkte waren  Wohnungs- und Stadtsoziologie sowie die Soziologie der Raumplanung. Von 1972 bis 1977 amtierte er als Präsident der Österreichischen Gesellschaft für Soziologie. 1976 gründete er gemeinsam mit Karl Acham die Gesellschaft für Soziologie an der Universität Graz (GSU). Von 1981 bis 1983 war er Rektor der Universität Graz, von 1981 bis 1985 Präsident der Österreichischen Urania für Steiermark. 1965 erhielt er den Kardinal-Innitzer-Preis.

## Schriften (Auswahl)
- Als Herausgeber: Tradition und Herausforderung. 400 Jahre Universität Graz. Akademische Druck- und Verlags-Anstalt, Graz 1985, ISBN 978-3-201-01276-8.
- Mit Harry Glück: Sozialer Wohnbau. Entstehung, Zustand, Alternativen. Molden, Wien/München/Zürich 1979, ISBN 	978-3-217-00389-7.
- Mit Hermann Käfer unter Mitarbeit von Mariann Heitger und anderen: Der Mensch in der Gesellschaft. ORF-Studienprogramm, Verlagsgemeinschaft Bildung – Fernsehen – Funk der Verlage Herder, Molden, Springer und Ueberreuter, Wien 1972.
- Soziologische Elemente in der Raumordnung: Zum Anwendungsbereich der empirischen Sozialforschung in Raumordnung, Raumforschung und Raumplanung. Leykam-Verlag, Graz 1965 (= Grazer rechts- und staatswissenschaftliche Studien. 14).